# Villa Kirrmeier-Ecarius
Die Villa Kirrmeier-Ecarius ist ein ehemaliges großbürgerliches Doppelwohnhaus in Speyer, Bahnhofstraße 54. Das 1980 umgenutzte Gebäude steht unter Denkmalschutz.
Die Doppelvilla wurde 1889–1892 nach Plänen des Architekten Heinrich Jester errichtet. Ihre historistische Architektur orientiert sich an Vorbildern der sogenannten „deutschen Renaissance“, die Fassaden zeigen rote Ziegel mit Gliederungen aus gelbem Sandstein, die reich ornamentierten Straßenfassaden werden durch Seitenrisalite, Erker und Ecktürmchen aufgelockert. Die wandfeste Ausstattung im Inneren des Hauses ist zum Teil erhalten.
Seit 1980 beherbergt das Gebäude die Stadtbibliothek mit einem Bestand von ca. 80.000 Medien: Bücher, Zeitungen, Zeitschriften, CDs, Videos, DVDs, Spiele und CD-ROMs. Ebenfalls im Gebäude befindet sich die Volkshochschule Speyer (VHS).

## Quelle
1. ↑  Stadtbücherei. speyer.de, abgerufen am 20. April 2016.